# Fitzpatrick Rock
Fitzpatrick Rock är en kulle i Antarktis. Den ligger i Östantarktis. Australien gör anspråk på området.
Terrängen runt Fitzpatrick Rock är varierad. Havet är nära Fitzpatrick Rock åt nordväst.  Trakten är glest befolkad. Närmaste befolkade plats är Casey Station, 1,9 kilometer sydost om Fitzpatrick Rock. 